# Martin Leiner
Martin Leiner (Homburg, 30 novembre 1960) è un teologo protestante tedesco.
È professore di Teologia sistematica ed Etica presso l'Università di Jena (FSU)  e presiede, fin dalla sua fondazione nel 2013, lo Jena Center for Reconciliation Studies (JCRS).

## Biografia
Dopo aver svolto i propri studi in filosofia e teologia evangelica all'Università di Tübingen, Leiner ha svolto il proprio dottorato di ricerca presso la facoltà di teologia dell'Università di Heidelberg (1994) con una tesi dal titolo „Psychologie und Exegese. Grundfragen einer textpsychologischen Interpretation des Neuen Testaments“ (Psicologia ed esegesi. Questioni fondamentali per una interpretazione psicologica-testuale del Nuovo Testamento). Questo lavoro, svolto sotto la guida del professor Gerd Theißen, sviluppa un modello interdisciplinare che lega scienza neotestamentaria d'orientamento storico, teoria letteraria, e psicologia empirica contemporanea. Nel 1998 Leiner ha completato la propria abilitazione presso la Johannes-Gutenberg-Universität Mainz con lo studio „Gottes Gegenwart. Die dialogische Philosophie Martin Bubers und der Ansatz der theologischen Rezeption bei Friedrich Gogarten und Emil Brunner“ (La presenza di Dio. La filosofia dialogica di Martin Buber e la sua ricezione teologica in Friedrich Gogarten ed in Emil Brunner).
Leiner è stato dunque ricercatore e quindi professore di Teologia sistematica ed Ermeneutica alla Università di Neuchâtel (1998-2002). Nel 2002 è diventato professore di Teologia sistematica ed Etica all'Università di Jena. Qui è stato prodecano della facoltà di teologia dal 2004 al 2006, e quindi decano tra il 2008 ed il 2010. Tra il 2000 ed il 2002 è stato presidente dell'Institute Romand de Systématique et d´Éthique (IRSE) di Ginevra, mentre è membro, a partire dal 2003, del consiglio direttivo dell'Ethikzentrum dell'Università di Jena.

## Linee di ricerca
Durante il suo percorso accademico Martin Leiner si è specializzato in storia dell'etica, etica dei media, e studi sulla riconciliazione.
Dal 2013 Leiner è direttore dello Jena Center for Reconciliation Studies (JCRS), afferente alla facoltà teologica della FSU Jena. Nei propri studi sulla riconciliazione, questo centro di ricerca discute i fondamenti teoretici, elabora prospettive transdisciplinari e comparative sulla riconciliazione, ed intende non meno tracciare vie pratiche, applicabili a contesti di crisi. Dal 2009 ha preso avvio la serie di Summer Schools internazionali "Societies in Transition. Between Conflict and Reconciliation" da lui coordinate, e organizzate attraverso lo staff dello JCRS.
Risonanza mondiale ha ottenuto il progetto della DFG "Hearts of Flesh not Stone" , diretto da Leiner medesimo. In questo contesto, un gruppo di studenti universitari palestinesi guidato dal professor Mohammed Dajani, ha visitato il lager di Auschwitz. Contemporaneamente ha avuto luogo un viaggio di studenti israeliani nei luoghi della sofferenza del popolo palestinese, legati alla Nakba.
Leiner ha sviluppato nei suoi studi sulla riconciliazione la cosiddetta "Hölderlin-Perspektive", prendendo le mosse da una dichiarazione del romanzo Hyperion, "Versöhnung ist mitten im Streit" (la riconciliazione è al centro del conflitto). La Hölderlin-Perspektive afferma come la riconciliazione non possa prendere avvio dopo la fine del conflitto, bensì debba incominciare durante il medesimo, e che si debba quindi imporre contro gli aspetti violenti del conflitto stesso. I conflitti andrebbero considerati, pertanto, come parti integranti della vita, che non devono essere eliminati, ma debbono invece trovare il loro posto all'interno di una feconda coesistenza retta da una migliore giustizia.
Leiner è infine curatore della serie di volumi "Research in Peace and Reconciliation" (RIPAR), in cui gli studi sulla riconciliazione si applicano a case studies di situazioni conflittuali concrete. A partire dal 2009, la serie esce regolarmente presso l'editore Vandenhoeck und Ruprecht.

## Pubblicazioni scelte
- LEINER M, PALME M & STÖCKNER P 2014 (Eds.), Societies in Transition. Sub-Saharan Africa between Conflict and Reconciliation, Vandenhoeck & Ruprecht, Göttingen. ISBN 978-3-525-56018-1, disponibile in 3 lingue[9].
- BOOMGARTEN, J & LEINER, M 2014, Kein Mensch, der der Verantwortung entgehen könnte: Verantwortungsethik in theologischer, philosophischer und religionswissenschaftlicher Perspektive, Herder, Freiburg im Breisgau. ISBN 3-451-33295-7.
- LEINER M & FLÄMIG S 2012 (Eds.), Societies in transition: Sub-Saharan Africa between conflict and reconciliation, Vandenhoeck & Ruprecht, Göttingen. ISBN 3-525-56018-4.
- LEINER, M 2008, Methodischer Leitfaden systematische Theologie und Religionsphilosophie, Vandenhoeck & Ruprecht, Göttingen 2008. ISBN 978-352-50362-4-2.
- LEINER, M & TROWITZSCH, M 2008, Karl Barths Theologie als europäisches Ereignis, Vandenhoeck & Ruprecht, Göttingen. ISBN 3-525-56964-5 e ISBN 978-3-525-56964-1.
- LEINER, M 2000, Gottes Gegenwart: Martin Bubers Philosophie des Dialogs und der Ansatz ihrer theologischen Rezeption bei Friedrich Gogarten und Emil Brunner, Kaiser, Gütersloher Verl.-Haus, Gütersloh. ISBN 3-579-02666-6.
- LEINER, M 1995, Psychologie und Exegese: Grundfragen einer textpsychologischen Exegese des Neuen Testaments, Kaiser, Gütersloher Verl.-Haus, Gütersloh. ISBN 3-579-01839-6.